# Кинолошки савез Велике Британије
Ќинолошки савез Велике Британије (енглески:The Kennel Club) је званични кинолошки савез Уједињеног Краљевства. Ово је најстарији кинолошки савез на свету, а основан је 1873. године. Његова улога је да служи као управљачко тело за различите псеће активности као што су изложбе паса, псеће спортове и радне испите. Такође, овај кинолошки савез управља регистром чистокрвних паса. Седиште кинолошког савеза Велике Британије налазе се у Лондону.
Кинолошки савез Велике Британије издаје лиценце за изложбе паса широм УК, али једина изложба паса коју води овај кинолошки савез је Крафтс изложба паса. Одржава се сваког марта у Бирмингему и привлачи такмичаре из целог света. Кинолошки савез Велике Британије одржава и Scruffts псећу изложбу, на којој се приказују мешанци.

## Класификација паса
Кинолошки савез Велике Британије поделио је псе у седам група. Од 2013. године, када је примљен турски кангал, овај кинолошки савез признаје 211 пасмина.
1. Гоничи

2. Радни пси

3. Теријери

4. Ловачки пси

5. Пастирски пси

6. Корисни пси

7. Пси за разоноду

## Историја
Кинолошки савез је основан 1873. године, након што је Севалис Евелин Ширл покушавао да одржи изложбе паса без претходно установљених правила. Откако је 1859. године одржана прва изложба паса, оне постају све популарније током викторијанског доба. Ширли се наводи као излагач фокс теријера на Бирмингемском друштву изложбених паса, 1865. године. Заједно са другом господом организује прво велико излагање спортских и других паса које се, јуна 1870. године, одржава у Кристалној палати. Ова изложба није имала финансијски успех те су господа из комитета морали надокнадити губитке.
Ово је покренуло Ширлија да сазове састанак свих дванаест који су имали изражено интересовање да суде и излажу псе. Састанак је одржан у Лондону, у малом стану са само три собе. Све се одатле обављало до маја 1877. године, када је дошло до селибде у Пал Мал.
Одлучено је да ће издати књигу пасмина, а прво издање је у децембру 1874. године било одштампано и спремно за дистрибуцију. Били су наведени расни пси који су се такмичили у изложбама од 1859. године, а у књизи је био и "правила за вођење изложбе паса и испита". Ширли је постављен за председавајућег на првом годишњем генералном састанку кинолошког савеза, 1. децембра 1874. године.
Кинолошки савеез се много променио под вођством Џона Мекдугала током периода од 1981. до 1996. године. Међу променима која је он увео су промена Устава клуба, развој омладинске организације како би се млади подстакли да учествују у изложби паса, те стварање библиотеке и добротворног фонда.

## Крафтс
Кинолошки савез је преузео Крафтс изложбу паса због немогућности удовице Чарлса Крафта да се посвети тако великој обавези. Изложбе нису одржаване током Другог светског рата. Прва Крафтс изложба одржана од стране кинолошког савеза била је 1948. године у Лондонској Олимпији. Изложбу је 1950. године пренио Би-Би-Си.